# Waldheimia vestita
Waldheimia vestita là một loài thực vật có hoa trong họ Cúc. Loài này được (Hook.f. & Thomson ex C.B.Clarke) Pamp. miêu tả khoa học đầu tiên năm 1930.